# هالبرگ موس
هالبرگ موس (به آلمانی: Hallbergmoos) یک شهر در آلمان است که در بایرن واقع شده‌است.

## خصوصیات
هالبرگ موس ۳۵٫۰۶ کیلومترمربع مساحت دارد ۴۶۰ متر بالاتر از سطح دریا واقع شده‌است.

## خواهرخوانده
شهر Predazzo خواهرخواندهٔ هالبرگ موس هست.